# Imediato

Distintivo tradicional de imediato da marinha mercante.

O imediato é o oficial cuja função vem imediatamente abaixo a do comandante de um navio, é quem assume o comando da embarcação em caso de incapacidade, de impedimento ou morte do capitão.
Na marinha mercante, o imediato está integrado e é responsável pela superintendência direta da secção do convés/seção de convés, normalmente não interferindo com o serviço da secção de máquinas/seção de máquinas cujo chefe tem uma categoria igual ou mesmo superior à sua. Embora traição fosse comum, quando em uma tripulação pirata, o imediato é o responsável pela segurança do navio no lugar do capitão, sendo o segundo no comando. 
Quando da tripulação de um navio faz parte um segundo comandante - o que normalmente acontece apenas em grandes navios de passageiros - o imediato é apenas o terceiro oficial náutico na linha de comando. Neste caso, não é ao imediato a quem cabe assumir o comando em caso de impedimento do comandante, mas sim ao segundo comandante.
Tradicionalmente, na maioria das marinhas mercantes, o imediato de um navio usa no seu uniforme um distintivo composto por três galões dourados, enquanto que o comandante usa quatro galões.
Já nas marinhas de guerra, o imediato normalmente tem uma patente superior à de todos os chefes de departamento do navio, podendo superintender em todos eles. Nelas, o termo imediato é correspondente ao de língua inglesa executive officer (XO).

## Terminologia
A designação "imediato" só é atribuída aos oficiais. Quando uma função equivalente é desempenhada por uma pessoa não pertencendo ao escalão dos oficiais, a mesma é designada "segundo de navegação".
O termo "imediato" é usado, genericamente, nas marinhas de todos os países e territórios de Língua Portuguesa. Em outros países, o oficial imediato pode assumir outras designações, tais como "oficial chefe" (Inglês: chief officer), "primeiro piloto" (Inglês: first mate), "primeiro oficial" (Alemão: Erster Offizier), "primeiro oficial de convés" (Espanhol: primer oficial de puente), "segundo capitão" (Francês: second capitaine) ou "oficial sénior" (Polaco: starszy oficer).

## Funções

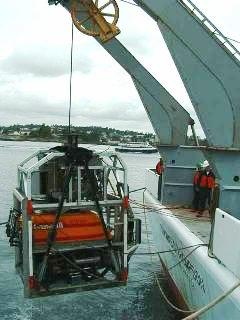
Operação de carga com uma grua sob orientação do imediato de uma embarcação.

Na marinha mercante, o imediato exerce, na prática, a chefia do serviço do convés por delegação do comandante do navio. Duas das suas principais responsabilidades são a da gestão da carga e a da coordenação da segurança do navio. se o capitão morrer o imediato assume em seu lugar
O imediato coordena o trabalho e faz a gestão dos recursos humanos e materiais na área da segurança geral da embarcação, na da segurança de pessoas e bens, na da disciplina a bordo, na do consumo de água, na do controlo do embarque e na do controlo do aprovisionamento de materiais e combustível.
No que diz respeito à carga do navio, compete ao imediato supervisionar as tarefas de carregamento, de estiva e de descarregamento do navio, planear a localização e a compatibilidade das cargas, mantendo a estabilidade da embarcação e mantendo-a em perfeito estado de navegabilidade.
Além disso, relativamente à suas áreas de atuação, o imediato desenvolve estudos ou elabora pareceres sobre a transformação de equipamentos, aparelhagens e outros componentes da embarcação, planeia, coordena e controla as ações relativas à parte técnica, comercial ou operacional do navio, em ligação com o armador e elabora e gere os orçamentos.
Quando da tripulação do navio não fazem parte médicos ou comissários, compete ao imediato, respetivamente, a chefia dos serviços de saúde ou de câmaras da embarcação.
Os imediatos dos navios de guerra, normalmente, não chefiam diretamente nenhum dos serviços ou departamentos de bordo. Na marinha de guerra, os imediatos coadjuvam os comandantes, exercendo as funções neles delegadas.

## Quartos de navegação
Nos navios mercantes, os imediatos e os segundos de navegação são responsáveis por um dos quartos de navegação. O imediato é o oficial de maior categoria a fazer serviço de quartos, uma vez que o comandante, normalmente, não os faz.
Tradicionalmente, uma vez que o imediato é o oficial náutico mais experiente a bordo a exercer a chefia de um quarto, normalmente são-lhe atribuídos os quartos de navegação mais difíceis, incluindo o das 04h00-08h00, altura que a maioria da tripulação está a dormir, obrigando-o a ter que resolver sozinho eventuais problemas que surjam.

## Formação e certificação
Nos navios das marinhas de guerra de Portugal e do Brasil, as funções de imediato são exercidas, respetivamente, por oficiais da Classe de Marinha e do Corpo da Armada, formados nas escolas navais. A patente do imediato varia conforme o tipo de navio. Por exemplo, na Marinha Portuguesa, normalmente, os imediatos dos navios-patrulha, corvetas e fragatas são respetivamente segundo-tenentes, primeiro-tenentes e capitães-tenentes. Já na Marinha do Brasil, as funções de imediatos num navio-aeródromo, numa fragata ou contratorpedeiro, numa corveta e num navio-patrulha são exercidas respetivamente por capitães de fragata, por capitães de corveta, por capitães-tenentes e por primeiros-tenentes.
Nas embarcações das marinhas mercantes, a função de imediato é exercida por um marítimo da carreira de oficial náutico. Em Portugal e no Brasil, estes oficiais são formados, respetivamente na Escola Náutica Infante D. Henrique e na Escola de Formação de Oficiais da Marinha Mercante. No caso da função de segundo de navegação, a mesma é desempenhada por marítimos do escalão de mestragem, formados em centros e escolas de formação profissional marítima, como é o caso do FOR-MAR (Centro de Formação de Pescas e do Mar) de Portugal.
Os cursos têm que obedecer às exigências da STCW (Convenção Internacional sobre Normas de Formação, de Certificação e de Serviço de Quartos para os Marítimos).
Por exemplo, em Portugal, estão habilitados a exercerem as funções de imediato ou de segundo de navegação, os marítimos de convés que tenham, pelo menos, as seguintes categorias:
1. Embarcações de comércio de arqueação bruta superior a 3000: Piloto de 1ª classe (imediato);
2. Embarcações de comércio de arqueação bruta superior 500: Piloto de 2º classe (imediato);
3. Embarcações de pesca de arqueação bruta superior a 700: Mestre do largo pescador (segundo de navegação);
4. Embarcações de pesca de arqueação bruta inferior a 700: Mestre costeiro pescador (segundo de navegação);
5. Embarcações de pesca de arqueação bruta inferior a 250: Contramestre pescador (segundo de navegação).